# Cerro Varadero
Der Cerro Varadero (spanisch) ist ein 116 m hoher Hügel auf der Livingston-Insel im Archipel der Südlichen Shetlandinseln. Er ragt auf der Landspitze Punta Varadero auf der Nordseite Byers-Halbinsel auf.
Spanische Wissenschaftler benannten ihn in Anlehnung an die Benennung der gleichnamigen Landspitze. Varadero bezeichnet im Spanischen eine Werft, steht aber auch gleichzeitig als Adjektiv für „arbeitslos“ oder „unbedeutend“.